# Viannos
Viannos (tiếng Hy Lạp: ?) là một khu tự quản ở vùng Kríti, Hy Lạp. Khu tự quản Viannos có diện tích 222 km², dân số theo điều tra ngày 18 tháng 3 năm 2001 là 5983 người.